# Bexon
Bexon es una localidad de Santa Lucía, que forma parte del distrito de Castries.